# Cal Manel (Castellcir)
Cal Manel és una masia del terme municipal de Castellcir, a la comarca catalana del Moianès.
Està situada a prop i al nord-nord-est del nucli principal actual del poble, el Carrer de l'Amargura i al sud-est de la Roureda, a prop i al nord-oest de Mont-ras. S'hi accedeix des del Camí de Sant Andreu. Després del segon revolt tancat d'aquest camí, poc després de passar l'entrada a Mont-ras, es troba l'arrencada del Camí de Cal Manel, que en uns 300 metres mena a la masia.